# Pierre-Laurent Baeschlin
Pierre-Laurent Baeschlin est un artiste peintre français, né à Paris le 23 septembre 1886 et mort à Eaubonne le 18 mars 1973. Peintre figuratif (paysages, natures mortes), il vécut successivement au 37, rue de Chabrol dans le 10e arrondissement de Paris, et au 47bis, rue de Paris à Saint-Leu-la-Forêt (Val-d'Oise).

## Biographie

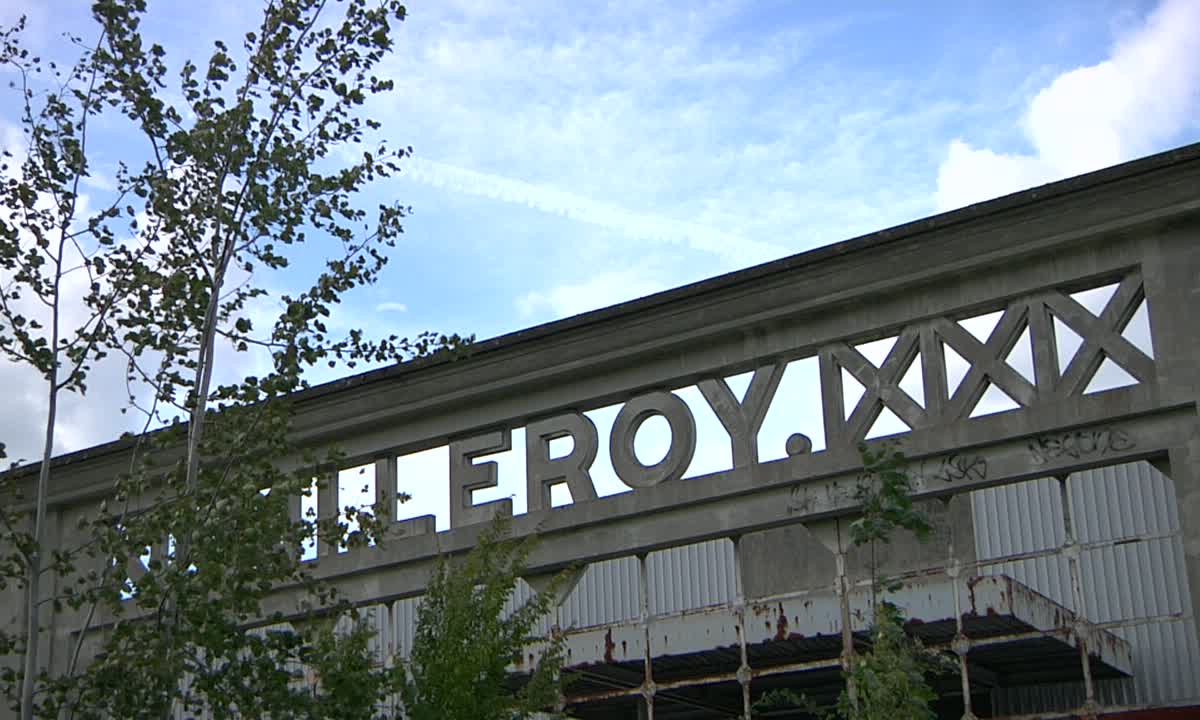
L'ancienne enseigne de la Maison Leroy à Ponthierry

Pierre-Laurent Baeschlin est élève de Pierre Eugène Montézin. Il travaille d'abord dans le domaine des arts appliqués (soieries, papiers peints), entre autres pour Louis-Isidore Leroy, ce dont témoignent les collections de la Bibliothèque Forney, s'adonnant parallèlement à la peinture sous la direction de Montézin et d'Henri-Camille Danger.
Il s'est plus tard installé à Saint-Leu-la-Forêt où, « à travers son jardin où il entretenait une petite roseraie, on gagnait un petit atelier dominant la forêt ». Des paysages de Bretagne énoncent sa fréquentation de la région de Douarnenez.
Sa fille, l'artiste peintre Germaine Baeschlin-Chapuis, dont les traits nous sont conservés par plusieurs portraits qu'il en fit, fut son élève.
Sans que des expositions particulières soient précisément datées, Françoise de Perthuis restitue sa présence dans le monde des marchands et des galeries parisiennes, ainsi que dans de nombreuses collections privées britanniques.

## Expositions personnelles
- Pescheteau, commissaire-priseur à Paris, ventes de l'atelier Pierre-Laurent Baeschlin, Hôtel Drouot, Paris, 20 mars 1980, octobre 1980, 27 avril 1981[7], 15 mars 1982[6].

## Expositions collectives
- Salon des artistes français, à partir de 1912[8].
- Saint-Leu entre les deux guerres, Maison consulaire, Saint-Leu-la-Forêt, septembre 2010.

## Collections publiques
- Bibliothèque Forney, Paris, Paysages en médaillon, gouaches sur papier pour la Société Louis-Isidore Leroy, Ponthierry, vers 1925-1930[4],[9].
- Centre national des arts plastiques, dont dépôt Cour de Cassation de Paris : Printemps, dessin.
- Mairie de Saint-Leu-la-Forêt, Avenue de la gare, Le passage du Pied-Gravier/Gallieni, La place de la Forge, peintures[5].